# Gran Premio de San Marino de Motociclismo de 2016
El Gran Premio de San Marino de Motociclismo de 2016 (oficialmente GP TIM di San Marino e della Riviera di Rimini) fue la decimotercera prueba del Campeonato del Mundo de Motociclismo de 2016. Tuvo lugar en el fin de semana del 9 al 11 de septiembre de 2016 en el Misano World Circuit Marco Simoncelli, situado en la comuna de Misano Adriatico, región de Emilia-Romaña, Italia.
La carrera de MotoGP fue ganada por Dani Pedrosa, seguido de Valentino Rossi y Jorge Lorenzo. Lorenzo Baldassarri fue el ganador de la prueba de Moto2, por delante de Álex Rins y Takaaki Nakagami. La carrera de Moto3 fue ganada por Brad Binder, Enea Bastianini fue segundo y Joan Mir tercero.

## Resultados

### Resultados MotoGP
Después de las tres primeras sesiones de entrenamientos Michele Pirro, que ya estaba compitiendo en el evento como wild card, fue designado como el piloto sustituto del lesionado Andrea Iannone.
| Pos.    | N.º | Piloto           | Constructor | Vueltas | Tiempo     | Parrilla | Puntos |
| ------- | --- | ---------------- | ----------- | ------- | ---------- | -------- | ------ |
| 1       | 26  | Dani Pedrosa     | Honda       | 28      | 43:43.524  | 8        | 25     |
| 2       | 46  | Valentino Rossi  | Yamaha      | 28      | +2.837     | 2        | 20     |
| 3       | 99  | Jorge Lorenzo    | Yamaha      | 28      | +4.359     | 1        | 16     |
| 4       | 93  | Marc Márquez     | Honda       | 28      | +9.569     | 4        | 13     |
| 5       | 25  | Maverick Viñales | Suzuki      | 28      | +15.467    | 3        | 11     |
| 6       | 4   | Andrea Dovizioso | Ducati      | 28      | +19.676    | 6        | 10     |
| 7       | 51  | Michele Pirro    | Ducati      | 28      | +22.936    | 5        | 9      |
| 8       | 35  | Cal Crutchlow    | Honda       | 28      | +25.702    | 7        | 8      |
| 9       | 44  | Pol Espargaró    | Yamaha      | 28      | +27.155    | 10       | 7      |
| 10      | 19  | Álvaro Bautista  | Aprilia     | 28      | +33.968    | 12       | 6      |
| 11      | 9   | Danilo Petrucci  | Ducati      | 28      | +39.206    | 15       | 5      |
| 12      | 6   | Stefan Bradl     | Aprilia     | 28      | +39.967    | 13       | 4      |
| 13      | 8   | Héctor Barberá   | Ducati      | 28      | +42.997    | 11       | 3      |
| 14      | 50  | Eugene Laverty   | Ducati      | 28      | +49.450    | 16       | 2      |
| 15      | 45  | Scott Redding    | Ducati      | 28      | +54.879    | 17       | 1      |
| 16      | 68  | Yonny Hernández  | Ducati      | 28      | +1:05.072  | 19       |        |
| NC      | 53  | Esteve Rabat     | Honda       | 23      | +5 vueltas | 18       |        |
| Ret     | 41  | Aleix Espargaró  | Suzuki      | 17      | Retirado   | 9        |        |
| Ret     | 12  | Javier Forés     | Ducati      | 15      | Retirado   | 20       |        |
| Ret     | 22  | Alex Lowes       | Yamaha      | 7       | Caída      | 14       |        |
| DNS     | 43  | Jack Miller      | Honda       |         | No empezó  |          |        |
| 1.      |     |                  |             |         |            |          |        |
| Fuente: |     |                  |             |         |            |          |        |

### Resultados Moto2
| Pos.    | N.º | Piloto              | Constructor | Vueltas | Tiempo    | Parrilla | Puntos |
| ------- | --- | ------------------- | ----------- | ------- | --------- | -------- | ------ |
| 1       | 7   | Lorenzo Baldassarri | Kalex       | 26      | 42:45.885 | 3        | 25     |
| 2       | 40  | Álex Rins           | Kalex       | 26      | +2.523    | 8        | 20     |
| 3       | 30  | Takaaki Nakagami    | Kalex       | 26      | +6.199    | 2        | 16     |
| 4       | 5   | Johann Zarco        | Kalex       | 26      | +8.942    | 1        | 13     |
| 5       | 21  | Franco Morbidelli   | Kalex       | 26      | +10.016   | 5        | 11     |
| 6       | 12  | Thomas Lüthi        | Kalex       | 26      | +11.095   | 6        | 10     |
| 7       | 55  | Hafizh Syahrin      | Kalex       | 26      | +13.048   | 10       | 9      |
| 8       | 94  | Jonas Folger        | Kalex       | 26      | +14.604   | 11       | 8      |
| 9       | 11  | Sandro Cortese      | Kalex       | 26      | +15.647   | 7        | 7      |
| 10      | 73  | Álex Márquez        | Kalex       | 26      | +20.720   | 12       | 6      |
| 11      | 23  | Marcel Schrötter    | Kalex       | 26      | +22.195   | 13       | 5      |
| 12      | 97  | Xavi Vierge         | Tech 3      | 26      | +33.627   | 25       | 4      |
| 13      | 10  | Luca Marini         | Kalex       | 26      | +40.136   | 21       | 3      |
| 14      | 14  | Ratthapark Wilairot | Kalex       | 26      | +41.752   | 18       | 2      |
| 15      | 2   | Jesko Raffin        | Kalex       | 26      | +42.502   | 23       | 1      |
| 16      | 54  | Mattia Pasini       | Kalex       | 26      | +49.745   | 9        |        |
| 17      | 44  | Miguel Oliveira     | Kalex       | 26      | +1:02.022 | 22       |        |
| 18      | 42  | Federico Fuligni    | Kalex       | 26      | +1:03.931 | 27       |        |
| 19      | 87  | Remy Gardner        | Kalex       | 26      | +1:04.010 | 28       |        |
| 20      | 70  | Robin Mulhauser     | Kalex       | 26      | +1:07.383 | 29       |        |
| 21      | 27  | Iker Lecuona        | Kalex       | 26      | +1:20.046 | 24       |        |
| Ret     | 57  | Edgar Pons          | Kalex       | 23      | Caída     | 20       |        |
| Ret     | 60  | Julián Simón        | Speed Up    | 21      | Retirado  | 14       |        |
| Ret     | 22  | Sam Lowes           | Kalex       | 12      | Caída     | 4        |        |
| Ret     | 52  | Danny Kent          | Kalex       | 7       | Caída     | 15       |        |
| Ret     | 32  | Isaac Viñales       | Tech 3      | 3       | Retirado  | 26       |        |
| Ret     | 24  | Simone Corsi        | Speed Up    | 1       | Caída     | 17       |        |
| Ret     | 49  | Axel Pons           | Kalex       | 0       | Caída     | 16       |        |
| Ret     | 19  | Xavier Siméon       | Speed Up    | 0       | Caída     | 19       |        |
| Fuente: |     |                     |             |         |           |          |        |

### Resultados Moto3
| Pos.    | N.º | Piloto                 | Constructor | Vueltas | Tiempo    | Parrilla | Puntos |
| ------- | --- | ---------------------- | ----------- | ------- | --------- | -------- | ------ |
| 1       | 41  | Brad Binder            | KTM         | 23      | 39:37.556 | 1        | 25     |
| 2       | 33  | Enea Bastianini        | Honda       | 23      | +0.262    | 2        | 20     |
| 3       | 36  | Joan Mir               | KTM         | 23      | +1.416    | 15       | 16     |
| 4       | 8   | Nicolò Bulega          | KTM         | 23      | +1.534    | 3        | 13     |
| 5       | 84  | Jakub Kornfeil         | Honda       | 23      | +4.278    | 4        | 11     |
| 6       | 55  | Andrea Locatelli       | KTM         | 23      | +4.387    | 12       | 10     |
| 7       | 44  | Arón Canet             | Honda       | 23      | +4.811    | 6        | 9      |
| 8       | 65  | Philipp Öttl           | KTM         | 23      | +5.582    | 7        | 8      |
| 9       | 76  | Hiroki Ono             | Honda       | 23      | +6.259    | 8        | 7      |
| 10      | 4   | Fabio Di Giannantonio  | Honda       | 23      | +10.896   | 10       | 6      |
| 11      | 23  | Niccolò Antonelli      | Honda       | 23      | +13.939   | 13       | 5      |
| 12      | 58  | Juan Francisco Guevara | KTM         | 23      | +14.091   | 9        | 4      |
| 13      | 11  | Livio Loi              | Honda       | 23      | +14.103   | 17       | 3      |
| 14      | 95  | Jules Danilo           | Honda       | 23      | +14.810   | 14       | 2      |
| 15      | 16  | Andrea Migno           | KTM         | 23      | +14.868   | 21       | 1      |
| 16      | 62  | Stefano Manzi          | Mahindra    | 23      | +23.292   | 19       |        |
| 17      | 48  | Lorenzo Dalla Porta    | KTM         | 23      | +23.349   | 16       |        |
| 18      | 20  | Fabio Quartararo       | KTM         | 23      | +23.523   | 18       |        |
| 19      | 12  | Albert Arenas          | Peugeot     | 23      | +31.140   | 25       |        |
| 20      | 17  | John McPhee            | Peugeot     | 23      | +35.145   | 28       |        |
| 21      | 21  | Francesco Bagnaia      | Mahindra    | 23      | +35.170   | 24       |        |
| 22      | 89  | Khairul Idham Pawi     | Honda       | 23      | +35.409   | 26       |        |
| 23      | 7   | Adam Norrodin          | Honda       | 23      | +35.467   | 23       |        |
| 24      | 77  | Lorenzo Petrarca       | Mahindra    | 23      | +48.285   | 32       |        |
| 25      | 3   | Fabio Spiranelli       | Mahindra    | 23      | +56.451   | 34       |        |
| 26      | 43  | Stefano Valtulini      | Mahindra    | 23      | +56.486   | 33       |        |
| Ret     | 40  | Darryn Binder          | Mahindra    | 19      | Retirado  | 29       |        |
| Ret     | 24  | Tatsuki Suzuki         | Mahindra    | 15      | Caída     | 31       |        |
| Ret     | 42  | Marcos Ramírez         | Mahindra    | 13      | Retirado  | 27       |        |
| Ret     | 9   | Jorge Navarro          | Honda       | 7       | Caída     | 5        |        |
| Ret     | 19  | Gabriel Rodrigo        | KTM         | 6       | Caída     | 11       |        |
| Ret     | 6   | María Herrera          | KTM         | 1       | Caída     | 22       |        |
| Ret     | 64  | Bo Bendsneyder         | KTM         | 0       | Caída     | 20       |        |
| Ret     | 71  | Alex Fabbri            | Mahindra    | 0       | Caída     | 30       |        |
| DNS     | 88  | Jorge Martín           | Mahindra    |         | No empezó |          |        |
| Fuente: |     |                        |             |         |           |          |        |